# Mickey Deans
Mickey Deans (ur. 24 września 1934 w Garfield jako Michael DeVinko, zm. 11 lipca 2003 w Cleveland) – pianista, menadżer i piąty, ostatni mąż Judy Garland. 
W latach 50. i 60. XX wieku pracował jako pianista jazzowy w popularnym nowojorskim klubie nocnym Jilly's przy 52. ulicy. Regularnie występował również w Los Angeles, Reno, Miami i na Wyspach Dziewiczych.
Judy Garland poznał w 1967 roku, gdy dostarczał leki do jej pokoju hotelowego w Nowym Jorku.
Pobrali się 15 marca 1969 roku w Londynie. Po ceremonii Garland tak skomentowała związek z nim: To jest to. Po raz pierwszy w moim życiu jestem naprawdę szczęśliwa. Nareszcie jestem kochana. Trzy miesiące później Deans znalazł martwą żonę na podłodze łazienki wynajmowanego przez nich domu w londyńskiej dzielnicy Chelsea. Przyczyną jej śmierci było przypadkowe przedawkowanie barbituranów.
Po śmierci żony, z pomocą Ann Pinchot napisał biografię Weep No More, My Lady, w której opisał swoje życie przed poznaniem Garland i okres trwania ich związku. Książka Deansa została wydana w 1972 roku nakładem Hawthorn Books, a w postaci wydania w miękkiej oprawie przez Pyramid Books.
Po śmierci Garland był asystentem producenta rewii wodewilowych Roya Radina. Później zamieszkał w Cleveland, gdzie otworzył park rozrywki, w którym można było zwiedzać nawiedzony dom.
Ostatnie lata życia spędził w domu na przedmieściach Cleveland, gdzie zmarł 11 lipca 2003 roku z powodu zastoinowej niewydolności serca. Miał 68 lat. Jego ciało zostało skremowane, a prochy rozdane rodzinie i przyjaciołom.